# Prstenasti hromozom
Prstenasti hromozom je vid strukturne aberacije hromozoma. Nastaje kao rezultat dve terminalne delecije, nakon kojih se hromozom rearanžira u prstenastu strukturu. Ova hromozomska anomalija je retka, ali primećena na svim humanim hromozomima. Tokom ćelijske deobe, prstenasti hromozom se može cepati i ponovo rearanžirati. Fenotip nosilaca ove strukturne promene hromozoma naziva se zajedničkim imenom „ring-sindrom”.

## Deoba prstenastog hromozoma
Prsenasti hromozomi su veoma nestabilne strukture. Zbog svoje nestabilnosti pri deobi ćelije ćesto teže naknadnom cepanju i rearanžiranju.
Deoba prsenastog hromozoma može se odigrati na tri načina:
1. Ako nije došlo do razmene genetičkog materijal između sestara hromatida, ili ako se dogodio paran broj razmena u istom smeru, ćelija će se podeliti normalno, a genetički materijal biće simetrično podeljen na dve ćerke ćelije.
2. Ukoliko se prilikom mitoze dogodio paran broj razmena genetičkog materijala u razlićitim smerovima, doći će do formiranja ukrštenih prstenova.
3. Neparan broj razmena između sestara hromatida dovodi do njihove transformacije u jedan prsten, dva puta veči od polaznog.

U drugom i trećem slučaju mitoza se ne odvija normalno. U anafazi se prsten postavlja kao most između polova ćelije. U zavisnosti od jačine prvlačenja ka polovima ćelije i stabilnosti prstena, dolazi do različitih anomalija. Prsten može u celosti preći u jednu ćeliju, dovodeći u drugoj do monozomije za dati hromozom. Može se pocepati na više fragmenata, koji se rearanžiraju u nove prstenove, adiraju na druge hromozome ili gube, dovodeći do sve većih oštećenja u DNK.
Prsenasti hromozom može nastati i bez prethodnih delecija, prostim spajanjem krajeva telomera. U ovom slučaju ne dolazi do gubitka genetičkog materijala. Ovakav prsten je naročito nestabilan i mada fenotip nosioca može biti normalan, često dovodi do daljih strukturnih promena na već pomenute načine.

## Fenotipska ekspresija
Fenotip nosioca prsenastog hromozoma nazivamo „ring−sindrom”. Ovo je u stvari veoma heterogena grupa karakteristika, čija eksperseija zavisi od zahvaćenog hromozoma, mesta prekidanja telomera, količine izgubljenog genetičkog materijala kao i stabilnosti nastalog prstena. Fenotip može biti normalan. Kod prstenova koji nastanu bez prethodnih delecija, anomalije se mogu javiti kao posledica naknadnih aneuploidija.
Najčešće karakteristike prisutne u fenotipu nosilaca prsenastog hromozoma su različiti stepeni mentalne retardacije, mikrocefalija, usporen i nizak rast, kraniofacijalne anomalije.
Mogu se javiti:
- epilepsija rezistentna na terapiju
- usporen razvoj motorike i govora,
- abnormalnosti u razvoju oka, očnih kapaka i retine
- deformiteti prstiju šake i stopala
- genitalne anomalije

U nekim slučajevima primećeni su poremećaji u radu srca, bubrega ili digestivnog sistema, kao i problemi u ponašanju poput ADHD i autizma.
Pomenuti simptomi „ring-sindroma” se skoro nikada ne javljaju svi istovremeno. Obično su primetna mala do umerena odstupanja od normalnog fenotipa.

## Literatura
- Humana genetika (autorizovana skripta za studente prve godine). Beograd, Srbija: Medicinski fakultet u Beogradu. 2014. стр. 49. ISBN 978-86-7117-413-8.